# Martin Jensen (DJ)

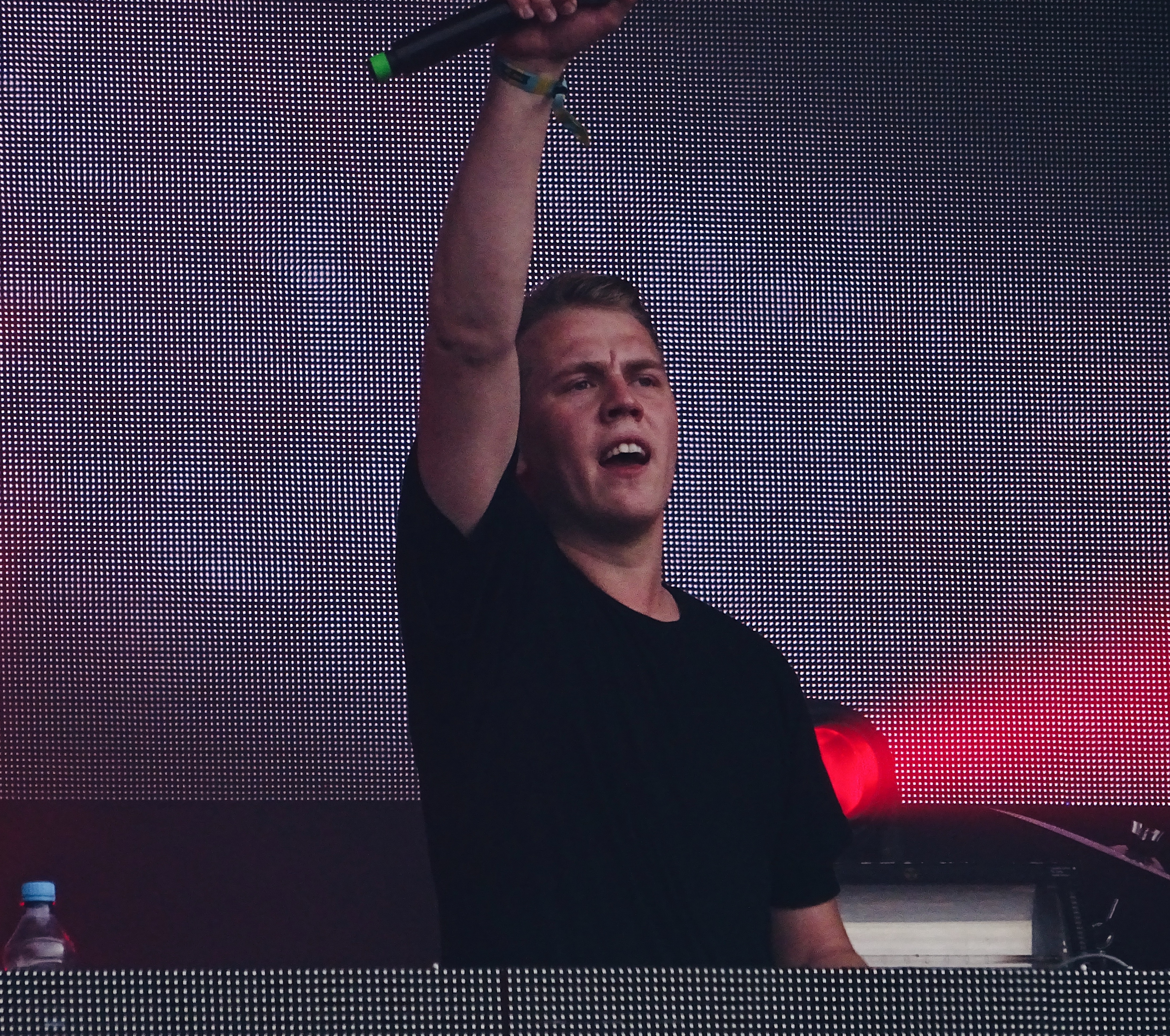
Martin Jensen live beim Lollapalooza Berlin (2017)

Martin Jensen (* 29. September 1991 in Silkeborg, Dänemark) ist ein dänischer DJ und Produzent.

## Karriere
Jensen veröffentlichte Anfang März 2015, zuerst kostenlos, den Song Sí, welcher den Jubel von Cristiano Ronaldo nach dem Gewinn des FIFA Ballon d’Or 2014 am 12. Januar 2015 sampelt. Verschiedene Medien berichteten über die Veröffentlichung des zugehörigen Teasers, welche mehrere hunderttausend Likes bei Facebook innerhalb weniger Tage erhielt. Am 20. März 2015 erschien das Lied auch auf iTunes und Spotify. Der Song verfehlte zwar einen Einstieg in die dänischen Musikcharts, konnte aber in Schweden die Charts erreichen und kletterte dort bis Mitte April auf Platz 55. Im Juni 2015 wurde die Nachfolgesingle Night After Night, welche bereits vor der Veröffentlichung von Sí auf Spotify verfügbar war, offiziell vorgestellt. Sie konnte allerdings keine Chartplatzierung erreichen. Im November erschien die Single Miracles, mit welcher Martin Jensen erstmals der Einstieg in die dänischen Charts gelang.
Im April 2016 folgte die Veröffentlichung der Single All I Wanna Do, die in Skandinavien sehr erfolgreich war und die Top 10 der norwegischen Charts erreichte, in Dänemark wurde sie mit Platin und in Schweden mit Doppelplatin ausgezeichnet. Im November 2016 erschien die Single Solo Dance, die in Dänemark, Norwegen und Schweden ein Top-10-Hit wurde. Im Dezember stieg Martin Jensen mit Solo Dance erstmals in die deutschen Singlecharts ein, rückte Anfang 2017 bis in die Top 20 vor und erreichte zahlreiche weitere hohe Chartplatzierungen in ganz Europa.

## Diskografie

### EPs
- 2018: World

### Singles
| Jahr | Titel Album                                       | Höchstplatzierung, Gesamtwochen, AuszeichnungChartplatzierungen (Jahr, Titel, Album, Platzierungen, Wochen, Auszeichnungen, Anmerkungen) | Höchstplatzierung, Gesamtwochen, AuszeichnungChartplatzierungen (Jahr, Titel, Album, Platzierungen, Wochen, Auszeichnungen, Anmerkungen) | Höchstplatzierung, Gesamtwochen, AuszeichnungChartplatzierungen (Jahr, Titel, Album, Platzierungen, Wochen, Auszeichnungen, Anmerkungen) | Höchstplatzierung, Gesamtwochen, AuszeichnungChartplatzierungen (Jahr, Titel, Album, Platzierungen, Wochen, Auszeichnungen, Anmerkungen) | Höchstplatzierung, Gesamtwochen, AuszeichnungChartplatzierungen (Jahr, Titel, Album, Platzierungen, Wochen, Auszeichnungen, Anmerkungen) | Höchstplatzierung, Gesamtwochen, AuszeichnungChartplatzierungen (Jahr, Titel, Album, Platzierungen, Wochen, Auszeichnungen, Anmerkungen) | Höchstplatzierung, Gesamtwochen, AuszeichnungChartplatzierungen (Jahr, Titel, Album, Platzierungen, Wochen, Auszeichnungen, Anmerkungen) | Anmerkungen                                                                      |
| Jahr | Titel Album                                       | DE | AT | CH | UK | DK | SE | NO | Anmerkungen                                                                      |
| ---- | ------------------------------------------------- | --- | --- | --- | --- | --- | --- | --- | -------------------------------------------------------------------------------- |
| 2015 | Sí –                                              | — | — | — | — | DK— GoldDK | SE55 Platin · (9 Wo.)SE | NO— GoldNO | Erstveröffentlichung: 20. März 2015 Verkäufe: + 155.000                          |
| 2015 | Miracles –                                        | — | — | — | — | DK26 Gold · (23 Wo.)DK | SE— GoldSE | — | Erstveröffentlichung: 6. November 2015 Verkäufe: + 70.000; feat. Bjørnskov       |
| 2016 | All I Wanna Do –                                  | — | — | — | — | DK11 ×2Doppelplatin · (20 Wo.)DK | SE24 ×3Dreifachplatin · (23 Wo.)SE | NO10 ×3Dreifachplatin · (18 Wo.)NO | Erstveröffentlichung: 8. April 2016 Verkäufe: + 620.000                          |
| 2016 | Solo Dance –                                      | DE14 Platin · (34 Wo.)DE | AT14 (31 Wo.)AT | CH17 (41 Wo.)CH | UK7 ×2Doppelplatin · (33 Wo.)UK | DK7 ×3Dreifachplatin · (17 Wo.)DK | SE7 ×8Achtfachplatin · (70 Wo.)SE | NO7 ×4Vierfachplatin · (17 Wo.)NO | Erstveröffentlichung: 4. November 2016 Verkäufe: + 3.140.000                     |
| 2017 | Middle of the Night –                             | — | — | — | UK44 Silber · (3 Wo.)UK | — | — | — | Erstveröffentlichung: 28. April 2017 Verkäufe: + 207.500; mit The Vamps          |
| 2017 | Wait –                                            | — | — | — | — | DK32 (1 Wo.)DK | SE45 Platin · (5 Wo.)SE | NO— GoldNO | Erstveröffentlichung: 17. August 2017 Verkäufe: + 45.000; feat. Loote            |
| 2019 | Nobody –                                          | — | — | CH87 (1 Wo.)CH | UK52 Silber · (14 Wo.)UK | DK— GoldDK | SE73 Gold · (1 Wo.)SE | NO— GoldNO | Erstveröffentlichung: 1. März 2019 Verkäufe: + 335.000; mit James Arthur         |
| 2019 | I Could Get Used to This –                        | — | — | — | — | DK36 (1 Wo.)DK | — | — | Erstveröffentlichung: 4. Oktober 2019 mit Malte Ebert                            |
| 2020 | I’m Just Feelin’ (Du Du Du) –                     | — | — | — | — | DK— GoldDK | SE99 Gold · (1 Wo.)SE | — | Erstveröffentlichung: 1. Mai 2020 Verkäufe: + 85.000; mit Imanbek                |
| 2020 | Don’t Cry for Me –                                | DE— aDE | — | CH90 (1 Wo.)CH | — | — | SE91 (1 Wo.)SE | — | Erstveröffentlichung: 10. Juli 2020 Verkäufe: + 300.000; mit Jason Derulo & Alok |
| 2020 | Running Back to You Nico Santos (Special Edition) | DE80 (4 Wo.)DE | — | — | — | — | — | — | Erstveröffentlichung: 9. Oktober 2020 mit Nico Santos & Alle Farben              |

Weitere Singles
- 2015: Night After Night (SE: Gold[11], NO: Gold)
- 2018: Pull Up
- 2018: 16 Steps (mit Olivia Holt)
- 2018: Rio
- 2018: Djoba (mit Dolf)
- 2018: Osaki
- 2018: Valhalla (mit Faustix)
- 2018: Somebody I’m Not (feat. Bjørnskov, SE: Gold[12])
- 2019: Rubber Bands (mit Timmy Trumpet)
- 2019: Louder
- 2020: Carry On (mit Molow)
- 2020: At Least I Had Fun (mit Rani)
- 2023: Days Like This (mit Jay Sean)

### Remixe
- 2019: Declan J Donovan – Vienna
- 2020: KiD CuDi – Day ‘n’ Nite
- 2020: Natalie Taylor – Surrender

## Auszeichnungen für Musikverkäufe
| Goldene Schallplatte - Brasilien - 2024: für die Single Nobody - Dänemark - 2022: für die Single Somebody I’m Not - Irland - 2018: für die Single Middle of the Night - Niederlande - 2016: für die Single All I Wanna Do - Portugal - 2019: für die Single Solo Dance | Platin-Schallplatte - Frankreich - 2017: für die Single Solo Dance - Kanada - 2017: für die Single Solo Dance 2× Platin-Schallplatte - Brasilien - 2024: für die Single Solo Dance - Italien - 2018: für die Single Solo Dance - Neuseeland - 2024: für die Single Solo Dance Diamantene Schallplatte - Brasilien - 2023: für die Single Don’t Cry for Me |

Anmerkung: Auszeichnungen in Ländern aus den Charttabellen bzw. Chartboxen sind in ebendiesen zu finden.
| Land/RegionAuszeichnungen für Musikverkäufe (Land/Region, Auszeichnungen, Verkäufe, Quellen) | Silber     | Gold       | Platin       | Diamant  | Verkäufe  | Quellen                 |
| -------------------------------------------------------------------------------------------- | ---------- | ---------- | ------------ | -------- | --------- | ----------------------- |
| Brasilien (PMB)                                                                              | —          | Gold1      | 2× Platin2   | Diamant1 | 430.000   | pro-musicabr.org.br BR2 |
| Dänemark (IFPI)                                                                              | —          | 5× Gold5   | 5× Platin5   | —        | 630.000   | ifpi.dk                 |
| Deutschland (BVMI)                                                                           | —          | —          | Platin1      | —        | 400.000   | musikindustrie.de       |
| Frankreich (SNEP)                                                                            | —          | —          | Platin1      | —        | 133.333   | snepmusique.com         |
| Irland (IRMA)                                                                                | —          | Gold1      | —            | —        | 7.500     | Einzelnachweise         |
| Italien (FIMI)                                                                               | —          | —          | 2× Platin2   | —        | 100.000   | fimi.it                 |
| Kanada (MC)                                                                                  | —          | —          | Platin1      | —        | 80.000    | musiccanada.com         |
| Neuseeland (RMNZ)                                                                            | —          | —          | 2× Platin2   | —        | 60.000    | radioscope.co.nz        |
| Niederlande (NVPI)                                                                           | —          | Gold1      | —            | —        | 20.000    | nvpi.nl                 |
| Norwegen (IFPI)                                                                              | —          | 4× Gold4   | 7× Platin7   | —        | 515.000   | ifpi.no                 |
| Portugal (AFP)                                                                               | —          | Gold1      | —            | —        | 5.000     | Einzelnachweise         |
| Schweden (IFPI)                                                                              | —          | 5× Gold5   | 13× Platin13 | —        | 1.200.000 | sverigetopplistan.se    |
| Vereinigtes Königreich (BPI)                                                                 | 2× Silber2 | —          | 2× Platin2   | —        | 1.600.000 | bpi.co.uk               |
| Insgesamt                                                                                    | 2× Silber2 | 18× Gold18 | 36× Platin36 | Diamant1 |           |                         |